# Das Herz einer Mutter
Das Herz einer Mutter ist ein US-amerikanisches Filmdrama des Regisseurs Curtis Bernhardt aus dem Jahr 1951 basierend auf dem französischen Bühnenstück Le Voile bleu von Francois Campaux bzw. seiner französischen Verfilmung Der blaue Schleier von 1942. Der Film lief in Deutschland und Österreich im Mai 1952 an. Das lange, episodisch erzählte Drama handelt von einer Kriegswitwe des Ersten Weltkrieges, die ihr Leben nach dem Tod des eigenen Babys den Kindern anderer Leute widmet. Der Film erzielte Einnahmen von 3,55 Millionen USD und war damit einer der erfolgreichsten RKO-Pictures-Filme des Jahres.

## Handlung
Kurz nachdem 1918 das einzige Kind der Kriegswitwe Louise Mason gestorben ist, nimmt sie in der ersten Episode eine zuerst zweiwöchige Stelle als Amme für den Sohn des Fabrikanten Begley an, dessen Mutter in Kindbett ebenfalls gestorben ist. Sie bleibt länger und wird Teil der Familie. Als sie jedoch ablehnt, als Begley um ihre Hand anhält, heiratet er seine Sekretärin, die für Masons baldige Entlassung sorgt. 
In der zweiten Episode sorgt sie für das Baby der Familie Palfrey, als der Hauslehrer des älteren Sohns, Jerry Kean, sie bittet, ihn zu heiraten und mit ihm nach Beirut zu gehen. Mason bleibt jedoch bei den Palfreys. 
Die dritte Episode handelt von der Zeit, in der Mason auf die zwölfjährige Tochter Stephanie der alternden Musicaldarstellerin Annie Rawlins achtet, die Stellung aber aufgibt, als sie meint, dass ihre zu enge Beziehung zu Stephanie diese ihrer Mutter entfremdet. 
In der vierten Episode kümmert sie sich um den kleinen Tony Williams, dessen Mutter zu Beginn des Zweiten Weltkrieges ihrem Mann nach England folgt und das Kind zurücklässt. Mason zieht Tony als eigenes Kind auf, nach dem Kriegsende kehrt die Mutter zurück und fordert Tony zurück. Nach Masons Flucht mit ihm nach Florida wird ihr das Kind durch ein Gericht entzogen.
In der letzten Episode ist Mason schließlich zu alt, um sich noch voll um Kinder zu kümmern. Sie nimmt eine Stellung in der Hausmeisterei einer Grundschule an, um Kindern zumindest nahe zu sein. Zufällig trifft sie den erwachsenen Sohn aus Episode zwei, der sie zu einem Dinner einlädt, zu dem auch alle anderen Kinder aus den Episoden erscheinen. Er bittet sie, Nanny für seine Kinder zu werden.

## Kritiken
Der Film wird einheitlich als sehr sentimentale Schnulze beschrieben, die aber in diesem Genre offen und ehrlich von der Realität unbeeindruckt bleibt, jedoch dadurch eben auch nicht vollständig als gelungen zu bezeichnen ist.
Die Regie wird als kompetent, aber durchschnittlich beschrieben.
Trotz der Nominierung Wymans für den Hauptdarstellerinnen-Oscar wird ihr Spiel als zu blutlos, klischeehaft und berechnend kritisiert, aber auch wegen ihres glaubhaften Alterns über 30 Jahre gelobt.
Dem Film wird teilweise vorgeworfen, dass er die Vorlage Der Blaue Schleier historisch unkritisch nachvollzieht, der den von Hitler beeinflussten Mutterkult der Révolution Nationale des Vichy-Regimes offen propagiere. Zum einen wird dagegen eingewandt, dass erstens Der Blaue Schleier auch so interpretiert werden kann, dass er die Schwäche der Familie in Frankreich gerade als Grund für Besetzung, Fremdbestimmung und Kollaboration zeige, zum anderen sei Das Herz einer Mutter kein echtes Remake von Der Blaue Schleier, das Drehbuch basiere auf einer schlechten englischen Übersetzung des Theaterstückes, ohne dass der Drehbuchautor Corwin Der Blaue Schleier überhaupt gesehen hatte.

## Auszeichnungen
- Oscar-Nominierungen 1952 für
  - Beste Hauptdarstellerin – Jane Wyman
  - Beste Nebendarstellerin – Joan Blondell
- Golden Globe Award 1952
  - Beste Hauptdarstellerin – Drama – Jane Wyman